# Alexandru David
Alexandru David (sinh ngày 15 tháng 6 năm 1991) là một cầu thủ bóng đá người România thi đấu ở vị trí hậu vệ cho Oțelul Galați.